# The Open Championship 1865
The Open Championship 1865 var en golfturnering afholdt af og i Prestwick Golf Club i Ayrshire, Skotland torsdag den 14. september 1865. Turneringen var den sjette udgave af The Open Championship, og den havde deltagelse af tolv spillere, ti professionelle og to amatører. Mesterskabet blev afviklet som en slagspilsturnering over tre runder på Prestwick Golf Clubs 12-hullersbane.
Titlen blev vundet af Andrew Strath, to slag foran Willie Park, Sr.. Strath havde året før overtaget jobbet som greenkeeper i Prestwick fra Old Tom Morris. Det var første gang i mesterskabets historie, at det ikke blev vundet af Tom Morris, Sr. eller Willie Park, Sr., og titlen blev Straths eneste sejr i The Open Championship. Den forsvarende mester, Tom Morris, Sr., endte på femtepladsen, og han blev dermed for første gang placeret uden for top 2 i mesterskabet.
Den kun 14-årige Tom Morris, Jr. ("Young Tom Morris") deltog for første gang i mesterskabet, som han senere skulle komme til at vinde fire gange. Han gav op efter to runder, hvor han imidlertid var et slag foran sin far, den forsvarende mester Tom Morris, Sr. ("Old Tom Morris").

## Resultater
| Plac. | Spillere            | Score (slag) | Score (slag) | Score (slag) | Score (slag) |
| Plac. | Spillere            | 1.runde      | 2.runde      | 3.runde      | Total        |
| ----- | ------------------- | ------------ | ------------ | ------------ | ------------ |
| 1.    | Andrew Strath       | 55           | 54           | 53           | 162          |
| 2.    | Willie Park, Sr.    | 56           | 52           | 56           | 164          |
| 3.    | William Dow         | 56           | 61           | 54           | 171          |
| 4.    | Bob Kirk            | 64           | 54           | 54           | 172          |
| 5.    | Tom Morris, Sr.     | 57           | 61           | 58           | 176          |
| 6.    | William Doleman (a) | 62           | 57           | 60           | 179          |
| 7.    | James Miller (a)    | 63           | 58           | 66           | 187          |
| 8.    | Tom Hood            | 66           | 66           | 66           | 198          |
| 9.    | Tom Morris, Jr.     | 60           | 57           | opg.         | -            |
| 9.    | Robert Andrew       | 61           | 59           | opg.         | -            |
| 9.    | John Allan          | 64           | 65           | opg.         | -            |
| 9.    | W. Stirling         | 71           | 68           | opg.         | -            |